# Wierzchołek (Kujan)
Wierzchołek – część wsi Kujan w Polsce, położona w województwie wielkopolskim, w powiecie złotowskim, w gminie Zakrzewo, na Pojezierzu Krajeńskim, nad zachodnim brzegiem jeziora Borówno.
W latach 1975–1998 Wierzchołek administracyjnie należał do województwa pilskiego. 